# 머시 대학교
머시 대학교(Mercy University)는 미국 뉴욕주 웨스트체스터 (Westchester)에 위치한 4년제 사립 대학교이다.
웨스트체스트에 위치한 본교 캠퍼스(Westchester Campus)를 비롯하여 뉴욕 시내 중심가에 위치한 맨해튼 캠퍼스(Manhattan Campus) 및 브롱크스 캠퍼스(Bronx Campus)가 있다.
1950년에 로마 가톨릭 계열의 자비의 수녀회(Sisters of Mercy) 재단에 의해 설립되었다. 한국어로는 머시대학, 머시 유니버시티, 멀시대학, 혹은 멀씨대학으로 불리고 있다.
경영대학 (School of Business), 인문과학대학 (School of Liberal Arts), 보건 및 자연과학대학 (School of Health and Natural Sciences), 사회 및 행동과학대학 (School of Social and Behavior Sciences), 교육대학 (School of Education), 긴호대학 (School of Nursing)등의 6개 단과대학을 통하여 100여개가 넘는 학사, 석사, 박사과정 전공을 제공하고 있다.
학생수는 미국 43개주와 50여개국으로부터 온 약 1만여명이 재학하고 있다. 전체 유학생 수는 약230여명으로 한국에서 온 유학생은 2023년 가을 학기를 기준으로 약 15명이 재학하고 있다.

## 캠퍼스

### 웨스체스터 캠퍼스
머시대학의 본교 캠퍼스는 뉴욕시 바로 북쪽에 위치한 웨스트체스트군(Westchester County)의 Dobbs Ferry에 위치하고 있다.
Dobbs Ferry는 페이스북 설립자인 마크 저크버거 (Mark Elliot Zuckerberg)가 태어나서 자란 곳으로 잘 알려진 곳이다. 1990년대 중반에 마크 저크버거가 그의 집 근처에 위치한 머시대학 (Mercy University)에서 컴퓨터 소프트웨어 관련 대학원 수업을 청강하였다.
뉴욕시 그랜드 센트럴 터미널(Grand Central Terminal)로부터 전철을 이용하여 북쪽으로 약40분 거리에 위치한다.  웨스트체스터 캠퍼스 바로 옆에 Ardsley-on-Hudson 기차역이 위치하여 학교와 뉴욕 시내 중심지까지 편리한 교통을 제공한다. 
캠퍼스 주소는 555 Broadway, Dobbs Ferry, NY 10522, U.S.A.이다.

### 맨해튼 캠퍼스
뉴욕시 가장 중심지에 위치한 머시대학의 맨해튼 캠퍼스는 엠파이어트 빌딩 (Empire State Building)과 메이시스 백화점 (Macy’s Department Store) 바로 옆에 위치하고 있다. 도보로 15분 이내의 거리에 뉴욕 공립 도서관 (New York Public Library), 브로드웨이 (Broadway), 타임즈스퀘어 (Times Square), 브라이언트 공원 (Bryant Park), 메디슨 스퀘어 가든 (Madison Square Garden), 그랜드 센트럴 터미널 (Grand Central Terminal), 펜 스테이션 (Penn Station), 코리아타운 (Korea Town)등이 위치하고 있다. 캠퍼스 바로 옆에 많은 주요 노선이 정차하는 지하철 역이 위치하고 있어 뉴욕의 많은 곳과 연결되어 있다.
주소는 47 West 34th Street, New York, NY 10001, U.S.A.이다.

## 학위과정

### 경영대학
- 학부 전공: 회계학 분야 (관련 전공: General Accounting, Public Accounting, Management Accounting), 경영학 분야 (관련 전공: 경영학, 정보처리학, 재정학, 국제경영학, 마케팅, 스포츠매니지먼트, Data Analytics), Corporate and Homeland Security, Organizational Management
- 대학원 전공: 회계학 (Public Accounting) 석사, Business Analytics 석사 (STEM 전공), MBA (관련 전공: Accounting, Finance, Health Care Management, Human Resource Management, International Business, Management, Managerial Analytics, Marketing, and Organizational Leadership), Human Resource Management 석사, Organizational Leadership 석사

### 인문과학대학
- 학부 전공: 컴퓨터 사이언스, 사이버시큐리티, 컴퓨터 정보 시스템, 커뮤니케이션, 애니메이션 디자인, 영어학, 역사학, 수학, 매스커뮤니케이션, 뮤직 프로덕션 및 레코딩 아트, 스페인어학
- 대학원 전공: 컴퓨터사이언스 석사, 사이버시큐리티 석사, 영문학 석사

### 보건 및 자연과학대학
- 학부 전공: 임상병리학 (Clinical Laboratory Science), 생물학, 간호학, 보건의학, Communication Disorders, Exercise Science
- 대학원 전공: 간호학 석사, 간호 교육학 석사, Physician Assistant 석사, Occupational Therapy 석사, Communication Disorders 석사, Physical Therapy 박사

### 사회 및 행동과학대학
- 학부 전공: 국제관계및 외교학, 심리학, 사회학, 복지학, 행동과학, Criminal Justice, Criminal Justice – Forensic
- 대학원 전공: 심리학 석사, 학교 심리학 석사, 보건의료 매니지먼트 석사, 카운셀링 석사, 정신의학 카운셀링 석사, Marriage and Family Therapy

### 교육대학
- 대학원 전공: 교육학 (관련 전공: 유아교육학, 초등/중고등 교육학, 교육행정학, 테솔 (TESOL), Literacy, 특수교육학,) 석사